# アサルトアーミーズ
『アサルトアーミーズ』とは、KEMCOより2012年2月1日に発売したPlayStation Vita向けパズルアクションゲーム。

## 概要
Aドロイドという兵隊を倒し、ヘリコプターで脱出するのが目的。それぞれの能力を持った5人のアーミーを使うことができる。
画面の右にスキルボタンがあり、押すことでスキルを使うことが可能。
Aドロイドを倒すとコインを入手できる。しかし、Aドロイドはプレイヤーを攻撃してくる。

## 登場キャラクター
二等兵
銃で撃って、ギミックを作動できる兵士。
エンジニア
地雷を設置するアーミー。
コマンドー
ガスマスクを被った兵士。パラシュートを広げて落下できる。
マッチョ
Aドロイド、または他プレイヤーを投げることができるマッチョ。
スパイ
Aドロイドに変装して侵入できる。